# L'uomo di ferro (film 1951)
L'uomo di ferro (Iron Man) è un film del 1951 diretto da Joseph Pevney. La sceneggiatura di George Zuckerman e Borden Chase si basa sul romanzo The Iron Man di William Riley Burnett, pubblicato a New York nel 1930 che era già servito alla Universal come spunto per altre due pellicole, Iron Man diretta da Tod Browning nel 1931; e Some Blondes Are Dangerous, diretta da Milton Carruth nel 1937, con protagonista Noah Beery.

## Trama
Mentre sta per iniziare l'incontro di campionato dei pesi massimi e il pubblico fischia il detentore del titolo, Coke Mason, sua moglie Rose ricorda amaramente la loro vita. Lei era una commessa, Coke, invece, faceva il minatore e risparmiava ogni soldo per poterla sposare e portarla via da quella squallida cittadina della Pennsylvania. Dopo aver avuto dei ripetuti scontri con Alex, un altro minatore, suo fratello George li incoraggia a incontrarsi sul ring. L'incontro sembra non aver storia, perché viene dominato da Alex. Ad un certo punto, però, Coke si infuria, perde il controllo e batte brutalmente l'avversario. La sua stessa furia spaventa Coke, che si ripromette di non combattere mai più.
Alcuni giorni dopo, Alex usa troppa dinamite per aprire un varco nella miniera e provoca un grave incidente. Coke si mette alla testa dei soccorsi e lavora giorno e notte per salvare i compagni. All'ospedale, Rose gli chiede di lasciare quel lavoro pericoloso e di continuare con il pugilato, così da mettere via il denaro per aprire una piccola attività che li renderà autonomi. Coke comincia ad allenarsi con l'amico Tommy "Speed" O'Keefe per i suoi primi incontri. Ma il suo modo brutale di combattere, pur se vincente, lo rende inviso al pubblico, che lo accusa di giocare sporco tanto che Max Watkins, uno stimato giornalista sportivo, scrive che dovrebbe essergli impedito di combattere perché, sul ring, lui è una macchina per uccidere. Ma George e Rose, invece, lo incoraggiano a continuare. Un giorno, però, Coke viene battuto da un altro pugile, Jackie Savella. I suoi si rendono conto che lui non è questo grande campione, ma che la sua sola forza è la brutalità e gli chiedono di smettere. Coke, però, ormai non torna indietro e vuole dimostrare a tutti che lui è un vero campione. Nel frattempo, Speed - che ha affrontato anche lui diversi incontri - sta crescendo come pugile e si è guadagnato l'affetto del pubblico per il suo modo pulito di combattere.
Dopo un incontro truccato da George e da Rose, che hanno pagato perché Coke vincesse, Max, il giornalista, sospetta una combine. Coke scopre che né il fratello né Rose hanno avuto fiducia in lui e si rivolge allora proprio a Max, confessando che lui è l'unica persona di cui ha fiducia. Gli racconta della propria infanzia infelice, costretto sempre a lottare per sopravvivere, un'esperienza che ha segnato la sua vita. Max decide di fargli da manager, ma gli chiede di non vedere più nell'avversario un nemico da uccidere. Coke comincia a cambiare e, guidato da Max, arriva a conquistare il titolo dei pesi massimi. A sfidarlo, sarà proprio Speed. Quando salgono sul ring, la lotta è durissima ma leale e, all'ultimo, Speed riesce a strappare il titolo a Coke. Tifosi e giornalisti si sono tutti resi conto che il pugile ha combattuto pulito e quando George aiuta il fratello a lasciare il ring, tutto il pubblico si alza e applaude con una standing ovation l'ex campione. Rose corre dal marito che l'abbraccia mentre i tifosi applaudono.

## Produzione
Il film fu prodotto dalla Universal International Pictures (UI).
Venne girato negli Universal Studios, al 100 di Universal City Plaza, Universal City e le riprese durarono dal 12 gennaio al 16 febbraio 1951.

## Distribuzione
Distribuito dalla Universal Pictures, il film uscì nelle sale cinematografiche USA il 18 agosto 1951 dopo essere stato presentato in prima mondiale a Pittsburgh e a New York il 17 agosto.